# Brzyczno
Brzyczno – osada sołecka w Polsce położona w województwie zachodniopomorskim, w powiecie choszczeńskim, w gminie Pełczyce. W latach 1975−1998 miejscowość administracyjnie należała do województwa gorzowskiego. W roku 2013 osada liczyła 197 mieszkańców.

## Geografia
Osada leży ok. 8,5 km na północ od Pełczyc. 